# Tetranychus ricini
Tetranychus ricini är en spindeldjursart som beskrevs av Tseng 1975. Tetranychus ricini ingår i släktet Tetranychus och familjen Tetranychidae. Inga underarter finns listade i Catalogue of Life.